# Ocean’s (Filmreihe)
Ocean’s ist eine bislang vierteilige Filmreihe eines amerikanischen Spielfilms des Genres Heist-Movie. Sie basiert auf dem ursprünglich 1960 veröffentlichten Film ‘‘Ocean’s 11 (deutsch: Frankie und seine Spießgesellen). Von 2001 bis 2007 wurde eine Reboot-Trilogie veröffentlicht. Dabei war der kommerziell erfolgreichste der Reihe der erste Film Ocean’s Eleven von 2001. Er etablierte die Ensemblebesetzung mit George Clooney als Danny Ocean, Matt Damon (Linus Caldwell) und Brad Pitt (Rusty Ryan). Fortsetzungen kamen 2004 und 2007 in die Kinos. Ein Spin-off mit ausschließlich weiblichen Darstellern mit dem Titel Ocean’s 8 wurde 2018 veröffentlicht.

## Original
Die Ocean’s-Filmreihe wurde von dem Heist-Film Ocean’s 11, dessen deutscher Titel Frankie und seine Spießgesellen lautet, aus dem Jahr 1960 inspiriert und basiert darauf. Regie führte seinerzeit Lewis Milestone, das Drehbuch schrieben Harry Brown und Charles Lederer gemeinsam, basierend auf einer Originalgeschichte von George Clayton Johnson und Jack Golden Russell. In den Hauptrollen spielten fünf Mitglieder des Rat Packs: Peter Lawford, Frank Sinatra, Dean Martin, Sammy Davis Jr. und Joey Bishop.

## Filme
| Jahr | Deutscher Titel                 | Originaltitel    | Regie             | Drehbuch                                             | Produzent                      | Laufzeit |
| ---- | ------------------------------- | ---------------- | ----------------- | ---------------------------------------------------- | ------------------------------ | -------- |
| 1960 | Frankie und seine Spießgesellen | Ocean’s 11       | Lewis Milestone   | Harry Brown, Charles Lederer, George Clayton Johnson | Lewis Milestone                | 122 Min. |
| 2001 | Ocean’s Eleven                  | Ocean’s Eleven   | Steven Soderbergh | Ted Griffin                                          | Jerry Weintraub                | 112 Min. |
| 2004 | Ocean’s 12                      | Ocean’s Twelve   | Steven Soderbergh | George Nolfi                                         | Jerry Weintraub                | 120 Min. |
| 2007 | Ocean’s 13                      | Ocean’s Thirteen | Steven Soderbergh | Brian Koppelmann, David Levien                       | Jerry Weintraub                | 122 Min. |
| 2018 | Ocean’s 8                       | Ocean’s 8        | Gary Ross         | Gary Ross, Olivia Milch                              | Steven Soderbergh, Susan Ekins | 110 Min. |

### Frankie und seine Spießgesellen
Elf Freunde und alte Weltkriegskameraden wollen im Laufe einer einzigen Nacht die fünf größten Casinos von Las Vegas ausrauben. Der Plan ist perfekt, aber bei der Ausführung kommt es zu unvorhergesehenen Zwischenfällen.

### Ocean’s 11
Der Meisterdieb Danny Ocean, gerade aus dem Gefängnis entlassen, plant einen aufwändigen Raubüberfall auf drei Casinos in Las Vegas, um seine Ex-Frau Tess zurückzugewinnen. Zu diesem Zweck rekrutiert er zehn weitere Diebe und Betrüger, um den komplexen Auftrag auszuführen und schließlich 160 Millionen US-Dollar zu stehlen.

### Ocean’s 12
Die Gruppe um Danny Ocean wird von Terry Benedict, dem Casinobesitzer, den sie bestohlen haben, erpresst, ihm 198 Millionen Dollar zu zahlen. Das Team hat zwei Wochen Zeit, um das Geld aufzutreiben. Sie reisen sie nach Europa, um drei Raubüberfälle durchzuführen.

### Ocean’s 13
Willy Bank, der skrupellose Besitzer eines Casinos, hintergeht Reuben Tishkoff, einem Mitglied in Oceans Crew. Das Team plant, die Eröffnungsnacht in Banks neuem Casinos zu manipulieren, um ihn zu ruinieren.

### Ocean’s 8
Die Hochstaplerin Debbie Ocean, die jüngere Schwester des verstorbenen Danny Ocean, will mithilfe eines ahnungslosen Filmstars ein 150 Millionen Dollar teures Collier während einer Gala stehlen. Sie wählt dazu sieben Komplizinnen aus.

## Einspielergebnisse und Rezeption
| Jahr | Titel      | Einspielergebnisse (weltweit) in US-Dollar | Budget in US-Dollar | Rotten Tomatoes | Metacritic |
| ---- | ---------- | ------------------------------------------ | ------------------- | --------------- | ---------- |
| 2001 | Ocean’s 11 | 450.717.150                                | 085 Mio.            | 83 %            | 74/100     |
| 2004 | Ocean’s 12 | 362.744.280                                | 0110 Mio.           | 55 %            | 58/100     |
| 2007 | Ocean’s 13 | 311.312.624                                | 085 Mio.            | 55 %            | 58/100     |
| 2018 | Ocean's 8  | 311.312.624                                | 070 Mio.            | 69 %            | 61/100     |

## Besetzung und Synchronisation
| Rolle                             | Originalfilm                           | Remake                | Remake            | Remake            | Spin-off             | Synchronsprecher                      |
| Rolle                             | Frankie und seine Spießgesellen (1960) | Ocean’s Eleven (2001) | Ocean’s 12 (2004) | Ocean’s 13 (2007) | Ocean’s 8 (2018)     | Synchronsprecher                      |
| --------------------------------- | -------------------------------------- | --------------------- | ----------------- | ----------------- | -------------------- | ------------------------------------- |
| Daniel “Danny” Ocean              | Frank Sinatra                          | George Clooney        | George Clooney    | George Clooney    |                      | Gert Günther Hoffmann A Martin Umbach |
| Sam Harmon                        | Dean Martin                            |                       |                   |                   |                      | Klaus Miedel                          |
| Josh Howard                       | Sammy Davis Jr.                        |                       |                   |                   |                      | Gerd Martienzen                       |
| Jimmy Foster                      | Peter Lawford                          |                       |                   |                   |                      | Horst Niendorf                        |
| Antony “Tony” Bergdorf            | Richard Conte                          |                       |                   |                   |                      | Arnold Marquis                        |
| „Mushy“ O'Connors                 | Joey Bishop                            |                       |                   |                   |                      | Peter Schiff                          |
| Roger Corneal                     | Henry Silva                            |                       |                   |                   |                      | Claus Jurichs                         |
| Vince Massler                     | Buddy Lester                           |                       |                   |                   |                      | Wolfgang Lukschy                      |
| Louis Jackson                     | Clem Harvey                            |                       |                   |                   |                      | Wolfgang Spier                        |
| Beatrice Ocean                    | Angie Dickinson                        |                       |                   |                   |                      | Eleonore Noelle                       |
| Robert “Rusty” Ryan               |                                        | Brad Pitt             | Brad Pitt         | Brad Pitt         |                      | Tobias Meister                        |
| Linus Caldwell / Lenny Pepperidge |                                        | Matt Damon            | Matt Damon        | Matt Damon        |                      | Matthias Hinze Simon Jäger B          |
| Terry Benedict                    |                                        | Andy Garcia           | Andy Garcia       | Andy Garcia       |                      | Stephan Schwartz                      |
| Tess Ocean                        |                                        | Julia Roberts         | Julia Roberts     |                   |                      | Daniela Hoffmann                      |
| Basher Tarr                       |                                        | Don Cheadle           | Don Cheadle       | Don Cheadle       |                      | Dietmar Wunder                        |
| Reuben Tishkoff                   |                                        | Elliott Gould         | Elliott Gould     | Elliott Gould     | Elliott Gould        | Roland Hemmo                          |
| Frank Catton                      |                                        | Bernie Mac            | Bernie Mac        | Bernie Mac        |                      | Jan Odle                              |
| Saul Bloom                        |                                        | Carl Reiner           | Carl Reiner       | Carl Reiner       |                      | Friedrich G. Beckhaus                 |
| Virgil Malloy                     |                                        | Casey Affleck         | Casey Affleck     | Casey Affleck     |                      | Björn Schalla                         |
| Turk Malloy                       |                                        | Scott Caan            | Scott Caan        | Scott Caan        |                      | Gerrit Schmidt-Foß                    |
| Livingston Dell                   |                                        | Eddie Jemison         | Eddie Jemison     | Eddie Jemison     |                      | Hans Hohlbein                         |
| Bulldog                           |                                        | Scott L. Schwartz     | Scott L. Schwartz | Scott L. Schwartz |                      | Andreas Hosang                        |
| Debbie Ocean                      |                                        |                       |                   |                   | Sandra Bullock       | Bettina Weiß                          |
| Lou Miller                        |                                        |                       |                   |                   | Cate Blanchett       | Elisabeth Günther                     |
| Daphne Kluger                     |                                        |                       |                   |                   | Anne Hathaway        | Marie Bierstedt                       |
| Amita                             |                                        |                       |                   |                   | Mindy Kaling         | Magdalena Turba                       |
| Tammy                             |                                        |                       |                   |                   | Sarah Paulson        | Anna Carlsson                         |
| Constance                         |                                        |                       |                   |                   | Awkwafina            | Maria Hönig                           |
| Nine Ball                         |                                        |                       |                   |                   | Rihanna              | Maximiliane Häcke                     |
| Rose Weil                         |                                        |                       |                   |                   | Helena Bonham Carter | Melanie Pukaß                         |

## Cameos
In den Remakes wirkten eine Reihe bekannter Schauspieler und Persönlichkeiten mit, die sich selbst spielten. Darunter waren unter anderem Topher Grace, Wladimir Klitschko, Lennox Lewis (Ocean’s 11), Bruce Willis (Ocean’s 12), Oprah Winfrey (Ocean’s 13) sowie Heidi Klum, Serena Williams und Anna Wintour (Ocean’s 8). Angie Dickinson und Henry Silva, die bereits im ersten Film von 1960 mitspielten, traten bei Ocean’s 11 während einer Szene als Statisten auf.

## Ähnliche Filme
- In Ossi’s Eleven aus dem Jahr 2008 wurde aus dem ursprünglichen Plot das Zusammenführen von Kleinkriminellen um einen Plan auszuführen, übernommen.
- Im Jahr 2010 wurde Otto’s Eleven mit Otto Waalkes veröffentlicht. Aus Ocean’s Eleven werden Elemente wie die elf Freunde, der Tunnelbau sowie das Casino verwendet.
- Der Bollywood-Film Happy New Year – Herzensdiebe mit Hauptdarsteller Shah Rukh Khan zeigte 2014 stark verfremdet einzelne Aspekte der Geschichte um Danny Ocean.

## Andere Adaptionen
- Die Takarazuka Revue, eine japanische Musiktheatergruppe, führte 2011 ein Musical auf, das auf der Geschichte der Ocean’s 11 basiert.[14]
- Eine Langstreckenschwimmherausforderung wird in Anlehnung an die Filmreihe Ocean’s Seven genannt.